# Irena Szczepankowska
Irena Bogusława Szczepankowska (ur. 1964) – polska językoznawczyni, dr hab. nauk humanistycznych, profesor nadzwyczajny i dyrektor Kolegium Językoznawstwa Wydziału Filologicznego Uniwersytetu w Białymstoku.

## Życiorys
27 czerwca 1995 obroniła pracę doktorską Nomina attributiva w gwarze łomżyńskiej. Studium leksykalno-słowotwórcze, 31 maja 2005 habilitowała się na podstawie oceny dorobku naukowego i pracy zatytułowanej Język prawny I Rzeczypospolitej w "Zbiorze praw sądowych" Andrzeja Zamoyskiego. Część I: Pojęcia prawne. Część II: Wypowiedzi normatywne. 20 czerwca 2018 nadano jej tytuł profesora w zakresie nauk humanistycznych.
Objęła funkcję profesora nadzwyczajnego, oraz dyrektora w Kolegium Językoznawstwa na Wydziale Filologicznego Uniwersytetu w Białymstoku.

## Publikacje
- 2005: I. Bielajewa, Niepodstawowe nazwy barw w języku polskim, czeskim, rosyjskim i ukraińskim , Warszawa 2005, (recenzja)[1]
- 2007: Czym jest „pojęcie” we współczesnym językoznawstwie?[1]
- 2007: PROBLEMS WITH TRANSLATION OF OFFICIAL TEXTS INTO POLISH (BASED ON DOCUMENTS PUBLISHED IN THE OFFICIAL OF THE EUROPEAN UNION) (Problemy z tłumaczeniem na język polski tekstów oficjalnych (na materiale dokumentów ...Unii Europejskiej))[1]
- 2011: Polska debata publiczna na tle europejskiej kultury komunikacyjnej[1]
- 2011: Les liens entre le discours constitutionnel polonais, français et américain au XVIIIe siecle[1]
- 2012: The Directive and Persuasive Style of a Legislative Speech Act and the Transformations Thereof (Illustrated with the Polish Legal Discourse[1]